# کوه مک لین
کوه مک لین (به انگلیسی: Mount McLean) یک کوه در کانادا است که در بریتیش کلمبیا واقع شده‌است. کوه مک لین ۲٬۴۲۷ متر بالاتر از سطح دریا واقع شده‌است.